# Hot Hot Hot!!!
«Hot Hot Hot!!!» es el decimoctavo sencillo editado por la banda británica The Cure, el cuarto y último extraído de su álbum de 1987 Kiss Me, Kiss Me, Kiss Me. Alcanzó el puesto 45 en las listas de éxitos británicas, y el 18 en las listas irlandesas.

## Lista de canciones
Sencillo de 7"
1. «Hot Hot Hot!!!» (Remix) - 3:33
2. «Hey You!!!» (Remix) - 2:23

Sencillo de 12"
1. «Hot Hot Hot!!!» (Extended Remix) - 7:03
2. «Hot Hot Hot!!!» (Remix) - 3:33
3. «Hey You!!!» (Extended Remix) - 4:06

## Posicionamiento en listas
| Lista (1988)                          | Máxima posición |
| ------------------------------------- | --------------- |
| Estados Unidos (Billboard Hot 100)    | 65              |
| Estados Unidos (Hot Dance Club Songs) | 11              |
| Irlanda (IRMA)                        | 18              |
| Países Bajos (Mega Single Top 100)    | 79              |
| Reino Unido (UK Singles Chart)        | 45              |

## Músicos
- Robert Smith — voz, guitarra, teclado
- Porl Thompson — guitarra, teclado
- Simon Gallup — bajo
- Boris Williams — batería, percusión
- Laurence Tolhurst — teclado
- Roger O'Donnell — aparece en el videoclip oficial como teclista, pero no contribuyó en la grabación de la canción.